# Teachers (serie de televisión)
Teachers es una serie de televisión estadounidense de comedia de la cadena de televisión TV Land. Se basa en la serie web del mismo nombre por el grupo de improvisación The Katydids (todos los miembros del grupo por casualidad tienen el primer nombre de Kate como un nombre de raíz), y está escrito por las seis miembros del grupo, que también interpretan a las maestras de la Escuela Primaria Fillmore, en el área de Chicago. Los 10 episodios iniciales de la serie se estrenaron el 13 de enero de 2016. El 3 de marzo de 2016, TV Land renovó Teachers para una segunda temporada de 20 episodios, [4] que después se separan en una segunda y  tercera temporada de 10 episodios cada una. La segunda temporada se estrenó el 17 de enero de 2017.

## Elenco

### Elenco principal
- Caitlin Barlow como Cecilia Cannon
- Katy Colloton como Chelsea Snap
- Kate Lambert como Caroline Watson
- Katie O’Brien como Mary Louise Bennigan
- Kathryn Renée Thomas como Deb Adler

### Elenco recurrente
- Tim Bagley como Principal Toby Pearson
- Ryan Caltagirone como James "Hot Dad" Colton
- Eugene Cordero como Marty Crumbs
- Trevor Larcom como Blake Colton
- Zackary Arthur como David
- Cheyenne Nguyen como Beth
- Lulu Wilson como Annie
- Siena Agudong como Tiffany
- Nicolas Hedges como Peter
- Mataeo Mingo como Brad
- Haley Joel Osment como Damien Adler
- Jay Martel como Mr. Spinnoli
- Richard T. Jones como Frank Humphrey
- Ryan Hansen como Brent
- Patricia Belcher como Mavis
- David Wain como Pastor Ted
- Adam Korson como Kyle

## Desarrollo y producción
Teachers se basa en la serie web del mismo nombre, creada e interpretada por el grupo de improvisación The Katydids. TV Land ordenó el piloto el 19 de marzo de 2014, con The Katydids repitiendo sus papeles de la serie web. Alison Brie es la productora ejecutiva junto a The Katydids y Matt Miller. Ian Roberts y Jay Martel han firmado como showrunners, con Richie Keen dirigiendo el piloto de la serie. TV Land recogió el espectáculo de la serie 1 de octubre de 2014, con el fin de 10 episodios.

## Estreno
El primer episodio se estrenó en demanda el 15 de diciembre de 2015, antes de su transmisión debut el 13 de enero de 2016.
Internacionalmente, la serie se estrenó en Australia en The Comedy Channel el 24 de octubre de 2016.

## Recepción
Teachers ha recibido críticas positivas de los críticos. En Rotten Tomatoes otorgan a la serie con una calificación de 69% sobre la base de opiniones de 13 críticos y una calificación promedio de 6.0 sobre 10 y el consenso crítico del sitio dice lo siguiente: "Teachers lucha con la transición de la serie web a la televisión, pero que tenga algunas buenas marcas para el humor ". [14] En Metacritic, la serie recibió una puntuación de 66% basado en 10 comentarios de los críticos, lo que indica "críticas generalmente favorables". [15]